# Generalmajor (Slovenska vojska)
Generalmajor je najnižji generalski čin v Slovenski vojski; ponovno je bil uveden 22. maja 2002 z Ukazom o razglasitvi zakona o spremembah  in dopolnitvah zakona o obrambi (ZObr-C). Generalmajor Slovenske vojske je tako nadrejen brigadirju in podrejen generalpodpolkovniku.

## Zgodovina
Čin generalmajorja Slovenske vojske je bil prenešen iz Jugoslovanske ljudske armade preko Teritorialne obrambe Republike Slovenije. Do leta 1993 je bil čin generalmajorja najnižji generalski čin, nato pa je bil tega leta uveden čin brigadirja, ki je postal najnižji generalski čin. Z reformo činov leta 1995 pa je bil čin generalmajorja ukinjen in ponovno uveden šele leta 2002.

## Oznaka
Oznaka čina je sestavljena iz treh, med seboj povezanih ploščic. Na večji je lipov list, obkrožen z oljčnim vencem. Nanjo se povezujeta dve manjši, ožji ploščici; na obeh se nahaja en lipov list.

## Zakonodaja
Generalmajorje imenuje minister za obrambo Republike Slovenije na predlog načelnika Generalštaba Slovenske vojske.
Vojaška oseba lahko napreduje v čin generalmajorja, »če je s činom brigadirja razporejen na dolžnost, za katero se zahteva čin generalmajorja ter je to dolžnost opravljal najmanj eno leto s službeno oceno odličen«.
Generalski pečatni prstan
V skladu s Pravilnikom o priznanjih Ministrstva za obrambo dobi vojaška oseba ob povišanju v generalmajorja tudi spominski pečatni prstan oz. generalski pečatni prstan.